# Loma del Aquiche
Loma del Aquiche är en ort i Mexiko.   Den ligger i kommunen Tantoyuca och delstaten Veracruz, i den sydöstra delen av landet, 240 km norr om huvudstaden Mexico City. Loma del Aquiche ligger 122 meter över havet och antalet invånare är 465.
Terrängen runt Loma del Aquiche är platt. Runt Loma del Aquiche är det ganska tätbefolkat, med 72 invånare per kvadratkilometer. Närmaste större samhälle är Tantoyuca, 14,1 km söder om Loma del Aquiche. Omgivningarna runt Loma del Aquiche är en mosaik av jordbruksmark och naturlig växtlighet.